# مسابقات جهانی ژیمناستیک هنری ۱۹۸۱
مسابقات جهانی ژیمناستیک هنری ۱۹۸۱ بیست و یکمین دوره مسابقات جهانی ژیمناستیک هنری است که در مسکو، شوروی از ۱۹ تا ۲۳ نوامبر ۱۹۸۱ میلادی برگزار شده است.

## جدول مدال‌ها
| رتبه | کشور                | طلا | نقره | برنز | مجموع |
| ۱    | اتحاد جماهیر شوروی  | ۹   | ۶    | ۵    | ۲۰    |
| ۲    | آلمان شرقی          | ۵   | ۰    | ۲    | ۷     |
| ۳    | چین                 | ۲   | ۴    | ۲    | ۸     |
| ۴    | ژاپن                | ۱   | ۱    | ۳    | ۵     |
| ۵    | آلمان غربی          | ۰   | ۱    | ۰    | ۱     |
| ۶    | ایالات متحده آمریکا | ۰   | ۰    | ۲    | ۲     |
| ۷=   | بلغارستان           | ۰   | ۰    | ۱    | ۱     |
| ۷=   | مجارستان            | ۰   | ۰    | ۱    | ۱     |